# Universidade de Toulon

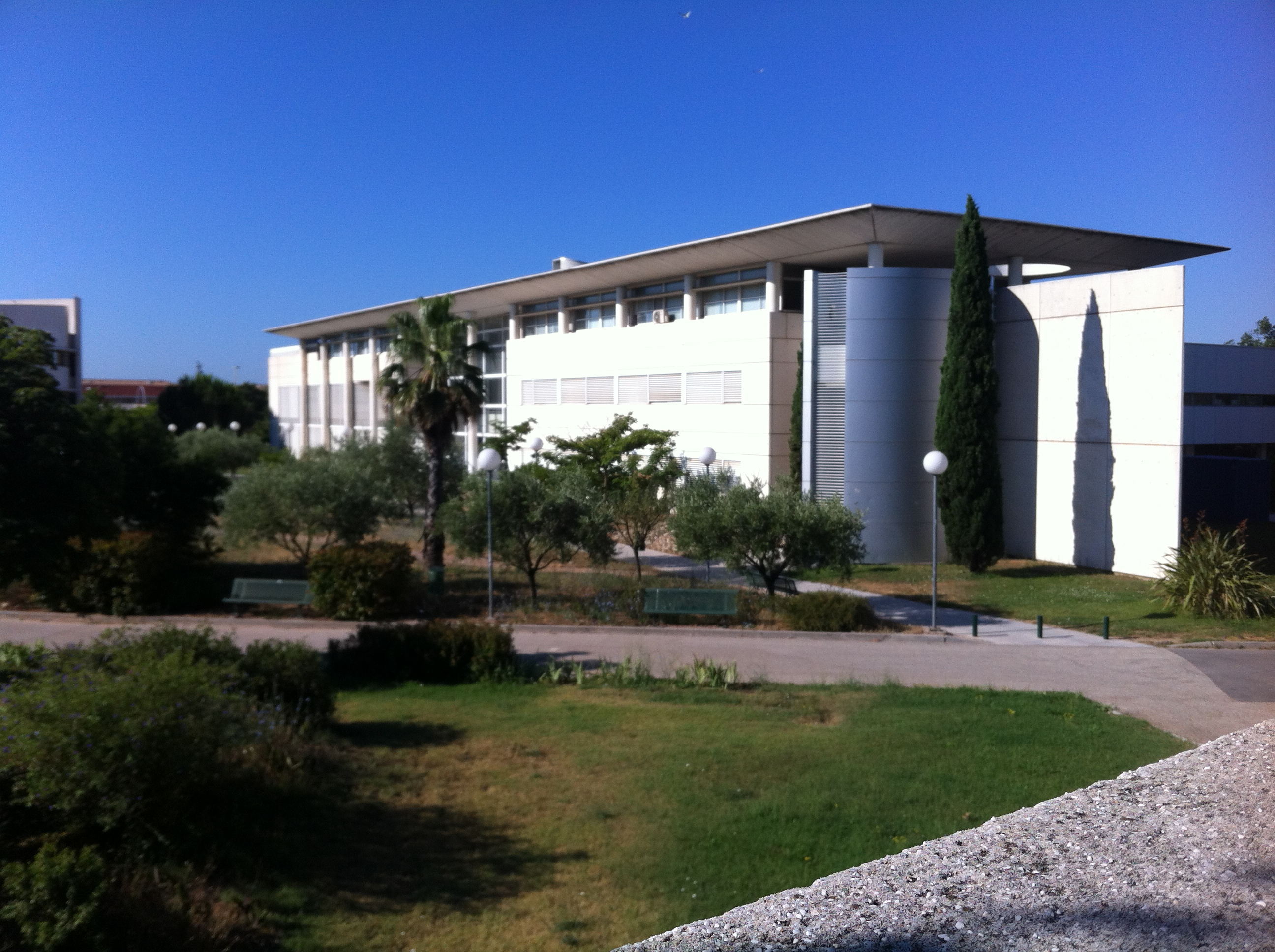
Universidade do Sul Toulon-Var

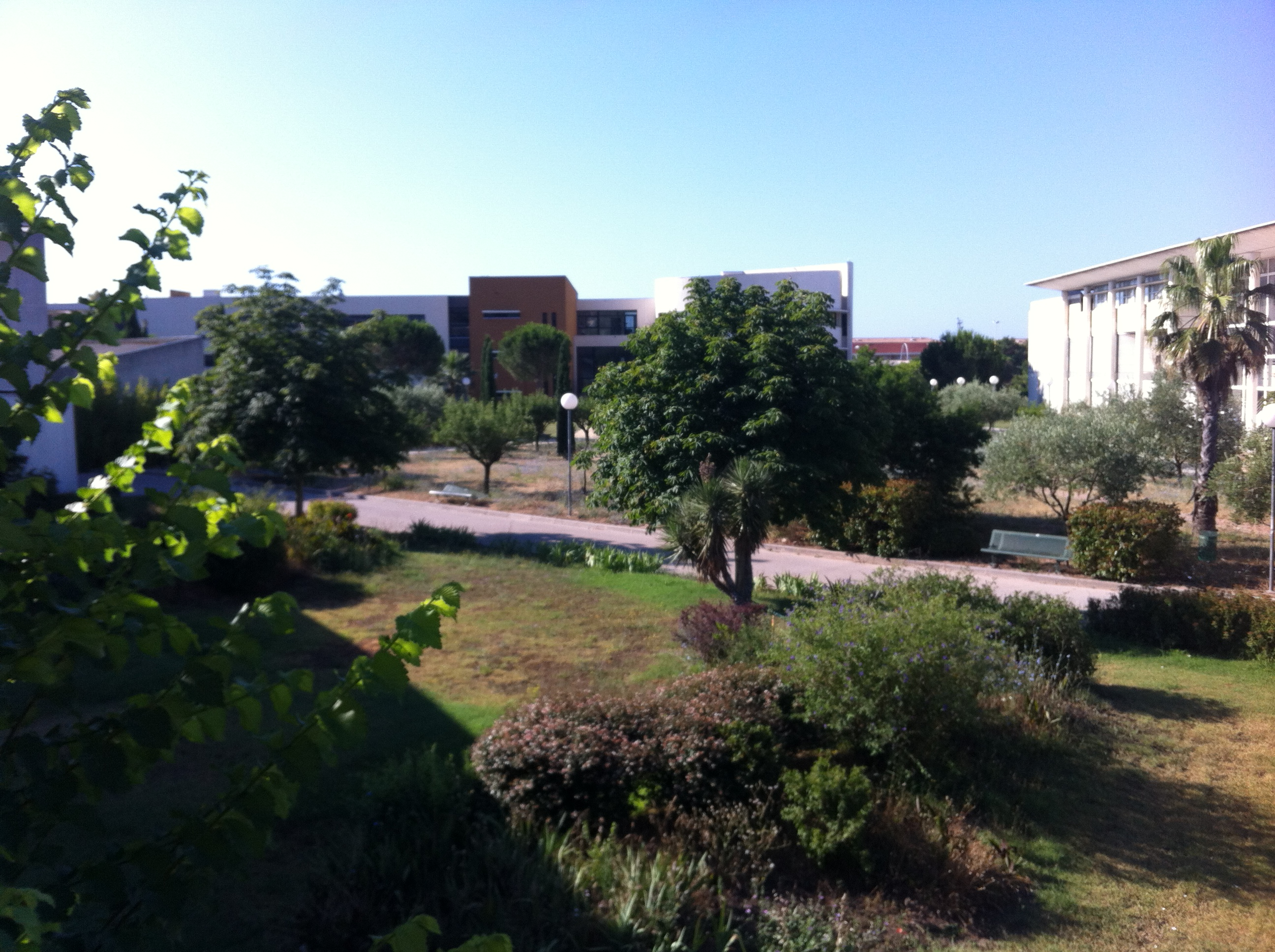
Universidade do Sul Toulon-Var

A Universidade do Sul Toulon-Var é uma universidade pública em Toulon, França. Foi criada em 1979 e possui locais em Toulon, La Garde, Saint-Raphaël, La Valette, e Draguignan.
A universidade é especializada no ensino no domínio das ciências e das técnicas, do direito, das ciências económicas, do desporto e ciências humanas.

## Classificação internacional
A Universidade de Toulon não faz parte das 500 melhores escolas ou universidades classificadas a nível mundial pela Universidade Jiao Tong de Xangai (2008). Ocupa a 1076ª posição na classificação "Ranking Web of World Universities July 2010" (67º lugar das universidades francesas) em 12000 escolas e universidades classificadas em função do volume e da qualidade de suas publicações eletrónicas.